# 뉴클레오사이드-이인산가수분해효소
뉴클레오사이드-이인산가수분해효소(영어: nucleoside-diphosphatase) (EC 3.6.1.6)는 다음과 같은 화학 반응을 촉매하는 효소이다.
뉴클레오사이드 이인산 + H2O  ⇄  뉴클레오타이드 + 인산염
뉴클레오사이드-이인산가수분해효소의 두 가지 기질은 뉴클레오사이드 이인산, H2O이며, 두 가지 생성물은 뉴클레오타이드, 인산염이다.
뉴클레오사이드-이인산가수분해효소는 가수분해효소 부류에 속하며, 특히 인 함유 무수물에서 산 무수물에 작용하는 효소에 속한다. 이 효소는 퓨린 대사와 피리미딘 대사에 참여한다.

## 명명법
뉴클레오사이드-이인산가수분해효소의 계통명은 뉴클레오사이드-이인산 포스포하이드롤레이스(영어: nucleoside-diphosphate phosphohydrolase)이다.
다음은 일반적으로 사용되는 다른 이름들이다.
- 티아민 피로인산가수분해효소(영어: thiamine pyrophosphatase)
- 이노신 이인산가수분해효소(영어: inosine diphosphatase)
- 아데노신 이인산가수분해효소(영어: adenosine diphosphatase)
- 구아노신 이인산가수분해효소(영어: guanosine diphosphatase)
- 유리딘 이인산가수분해효소(영어: uridine diphosphatase)
- UDP가수분해효소(영어: UDPase)
- IDP가수분해효소(영어: IDPase)
- ADP가수분해효소(영어: ADPase)
- GDP가수분해효소(영어: GDPase)
- CDP가수분해효소(영어: CDPase)
- NDP가수분해효소(영어: NDPase)
- 아데노신피로인산가수분해효소(영어: adenosinepyrophosphatase)
- 구아노신 5'-이인산가수분해효소(영어: guanosine 5'-diphosphatase)
- 이노신 5'-이인산가수분해효소(영어: inosine 5'-diphosphatase)
- 유리딘 5'-이인산가수분해효소(영어: uridine 5'-diphosphatase)
- 뉴클레오사이드 이인산 인산가수분해효소(영어: nucleoside diphosphate phosphatase)
- 뉴클레오사이드 5'-이인산가수분해효소(영어: nucleoside 5'-diphosphatase)
- B형 뉴클레오사이드 이인산가수분해효소(영어: type B nucleoside diphosphatase)
- L형 뉴클레오사이드 이인산가수분해효소(영어: type L nucleoside diphosphatase)
- 뉴클레오사이드 이인산 포스포하이드롤레이스(영어: nucleoside diphosphate phosphohydrolase)

## 구조 연구
2007년을 기준으로 이러한 부류의 효소에 대해 PDB 접근 코드 2H2N, 2H2U의 2가지 구조가 해결되었다.

## 같이 보기
- 인산가수분해효소
- 피로인산가수분해효소

## 참고 문헌
- GIBSON DM, AYENGAR P, SANADI DR (1955). “A phosphatase specific for nucleoside diphosphates”. 《Biochim. Biophys. Acta》 16 (4): 536–8. doi:10.1016/0006-3002(55)90275-4. PMID 14389272.
- Horecker BL, Hurwitz J, Heppel LA (1957). “The synthesis of ribose 5-pyrophosphate and ribose 5-triphosphate”. 《J. Am. Chem. Soc.》 79 (3): 701–702. doi:10.1021/ja01560a054.
- Sano S, Matsuda Y, Nakagawa H (1988). “Thiamine pyrophosphatase (nucleoside diphosphatase) in the Golgi apparatus is distinct from microsomal nucleoside diphosphatase”. 《J Biochem》 103 (4): 678–81. doi:10.1093/oxfordjournals.jbchem.a122328. PMID 2844741.